# Darevskia bendimahiensis
Darevskia bendimahiensis är en ödleart som beskrevs av  Josef Eiselt och SCHMIDTLER 1994. Darevskia bendimahiensis ingår i släktet Darevskia och familjen lacertider. IUCN kategoriserar arten globalt som starkt hotad. Inga underarter finns listade i Catalogue of Life.